# Брюнофф, Лоран де
Лора́н де Брюно́фф (фр. Laurent de Brunhoff; 30 августа 1925[…], XVI округ Парижа, Франция или Париж — 22 марта 2024, Ки-Уэст, Флорида, США[…]) — французский писатель и художник. Сын Жана де Брюноффа, создателя серии книжек-картинок о слоне Бабаре, получившей мировую известность. После ранней смерти отца продолжил его дело.

## Биография и творчество
Лоран де Брюнофф родился в 1925 году в Париже, в семье Жана де Брюноффа и его жены Сесиль. В 1926 году родился его брат Матьё. В 1930 году Сесиль рассказала Лорану и Матьё придуманную ею сказку, главным героем которой был маленький слонёнок-сирота. Сказка так понравилась детям, что отец решил записать её и проиллюстрировать. Когда в 1931 году книга была опубликована, Сесиль отказалась от соавторства и не принимала участия в создании последующих историй о Бабаре.
В 1937 году Жан де Брюнофф умер, опубликовав к тому времени пять книжек о Бабаре, которые имели огромный успех. Лорану было двенадцать лет; когда ему исполнилось тринадцать, его дядя Мишель, издатель журнала Vogue, пригласил его принять участие в раскрашивании последних двух книг Жана, для которых тот успел создать только чёрно-белые рисунки. Эти две книги Жана де Брюноффа были изданы посмертно.
Лоран, как и его отец, хотел быть художником и в 1945 году поступил в академию Гранд-Шомьер, где в своё время обучался Жан. Его учителем стал учитель его отца Отон Фриез. Однако если Жан писал преимущественно пейзажи и натюрморты, Лорана привлекало абстрактное искусство. Сняв мастерскую на Монпарнасе, он начал работать в этом направлении.
Вместе с тем Лоран постоянно помнил о Бабаре, которого считал другом своего детства; ему казалось несправедливым, что традиция, заложенная отцом, прервалась слишком рано. В детстве Лоран любил наблюдать за работой отца и был хорошо знаком с его стилем. В 1946 году он создал первую из собственных книжек о Бабаре, «Babar et ce coquin d’Arthur», в которой появился новый персонаж — озорной двоюродный брат Бабара Артюр. Книга имела успех; большинство читателей даже не заметили, что у серии о Бабаре сменился автор.
В последующие годы Лоран создал множество новых книжек и, хотя он продолжал занятия живописью, главным делом его жизни стал Бабар. В 1985 году Лоран переехал из Франции в США, где женился на писательнице Филлис Роуз (Phyllis Rose). Филлис стала полноценным соавтором книг о Бабаре: она начала писать для них тексты, тогда как Лоран продолжал создавать иллюстрации. В 1950-х — 1960-х годах он опубликовал несколько иллюстрированных книжек с другими персонажами, однако неизменно возвращался к Бабару. По состоянию на 2011 год издательством Hachette Jeunesse было выпущено 75 альбомов, переведённых на 27 языков, число продаж которых по всему миру составило 13 миллионов экземпляров.
Работы Лорана де Брюноффа часто считают уступающими по уровню работам его отца, однако Лорану удалось не просто продлить жизнь персонажа, созданного Жаном, но и, без радикальных перемен стиля, сделать его близким последующим поколениям. Книги о Бабаре переводились на множество языков; по ним сняты многочисленные мультфильмы и мультсериалы. Бабар остаётся популярным как во Франции, так и за рубежом; его называют «самым детским персонажем на свете», «универсальным символом детства». Сам Лоран характеризует слона следующим образом: «дружелюбный, преданный семье, любящий приключения, бесстрашный, а главное, великодушный. Бабар — сильная личность, что позволило ему стать королём, однако в этом качестве он поступает не как абсолютный монарх, а, прежде всего, как муж, отец и друг».
В 2011 году Лоран де Брюнофф стал командором Ордена Искусств и литературы. В своей поздравительной речи министр культуры Фредерик Миттеран отметил, что, хотя вкусы и предпочтения детей меняются, любовь к книгам де Брюноффов передаётся из поколения в поколение, и назвал Бабара «самым известным в мире персонажем французской литературы». В том же 2011 году, в честь восьмидесятилетнего юбилея Бабара, в Национальной библиотеке Франции и в Музее декоративного искусства прошли выставки, посвящённые созданному отцом и сыном де Брюнофф персонажу.
Умер 22 марта 2024 года от инсульта в Ки-Уэсте (Флорида, США) в возрасте 98 лет.